# Rosacea (djur)
Rosacea är ett släkte av nässeldjur som beskrevs av sensu Bigelow 1911. Rosacea ingår i familjen Prayidae.
Rosacea är enda släktet i familjen Prayidae.